# Kaf (lettre)
Pour les articles homonymes, voir Kaf.
| Phénicien | Hébreu        | Hébreu        | Hébreu        | Hébreu       | Hébreu       | Hébreu       |
|           | Forme normale | Forme normale | Forme normale | Forme finale | Forme finale | Forme finale |
| --------- | ------------- | ------------- | ------------- | ------------ | ------------ | ------------ |
| kaph      | כ             | כ             |               | ך            | ך            |              |

Kaph, Kaf, ou Khaf (כ, prononcé [χ], voire [k]) est la onzième lettre de l'alphabet phénicien et hébreu. La lettre phénicienne donna le kappa (Κ, κ) de l'alphabet grec, le K de l'alphabet latin et de son équivalent cyrillique.
Le mot hébreu Kaf signifie "paume de la main".

## Valeur phonétique
La lettre khaf possède deux réalisations phonétiques, toutes deux dévoisées, mais avec un point d’inflexion légèrement différent :
- Elle est normalement prononcée comme une fricative uvulaire sourde [χ] (son similaire au ch dans le nom allemand Bach, bien que réalisé plus en arrière dans la bouche, avec la luette) quand elle est écrite כ sans le daguesh en écriture défective[2].
- Cependant, elle se prononcera toujours comme une occlusive vélaire sourde [k] quand elle est écrite כּ avec le daguesh.

Cette distinction phonétique est toutefois de moins en moins observée ou distinguée en hébreu moderne en début de mot avec une préposition et les deux phones sont souvent reconnus comme un seul (/k/) phonologiquement. Par exemple בכוס, « dans un verre » se prononce bekhos selon la grammaire, mais c'est considéré comme pédant en hébreu parlé où l'on préfère dire bekos. En milieu ou en fin de mot la prononciation courante suit majoritairement la grammaire.
De même, la phonétique normale (fricative) [χ] de cette lettre, quand elle est réalisée, est souvent confondue avec la réalisation phonétique [h] de la lettre ה (He ou Het), elle aussi fricative et dévoisée, ce qui cause des difficultés orthographiques en hébreu moderne.

## Graphie
La lettre s’écrit normalement de deux façons suivant sa position dans un mot :
- en position initiale (à droite) ou médiale, elle garde sa forme usuelle כ avec ou sans daguesh ;
- en position finale (à gauche), elle adopte normalement la forme ך avec ou sans daguesh (lettre alors nommée khaf finale)

Cependant, des distinctions orthographiques peuvent les distinguer, et les deux graphies sont souvent considérées comme différentes;

## Valeur numérique
La valeur numérique de  כ  (forme normale, initiale ou médiale) est 20 et celle de  ך  (forme finale) est 500.

### Note
1. ↑  La prononciation varie selon la présence ou l'absence du daguesh, un point placé au milieu de la lettre.
2. ↑  (en) « כתיב חסר », sur מורפיקס מילון (consulté le 26 janvier 2018)
3. ↑  (he) « Un fusil, une vache, un arbre et une femme, avec Meïr Shalev (Ed. Gallimard) à 57:20 », sur Akadem, 14 septembre 2017 (consulté le 26 janvier 2018).